# 데이비드 키어
데이비드 키어(영어: David Keir, 1884년 2월 7일 ~ 1971년 10월 30일)는 영국의 배우이다.

## 영화
- 탈출 (1948년)
- 사로잡힌 마음 (1946년)
- 데미 파라다이스 (1943년)
- 아스날 스타디움 미스터리 (1939년)
- 유령은 서쪽으로 간다 (1935년)